# Cestrum falcatum
Cestrum falcatum är en potatisväxtart som beskrevs av Francey. Cestrum falcatum ingår i släktet Cestrum och familjen potatisväxter. Inga underarter finns listade i Catalogue of Life.